# Barleeia acuta
Barleeia acuta är en snäckart. Barleeia acuta ingår i släktet Barleeia och familjen Barleeiidae. Inga underarter finns listade i Catalogue of Life.